# حملات شیمیایی غوطه
حملات شیمیایی غوطه مجموعه‌ای از حملات شیمیایی با استفاده از راکت‌های حاوی سارین است که در تاریخ ۲۱ اوت ۲۰۱۳ توسط بشار اسد، رئیس‌جمهور سوریه، در منطقه غوطه در استان ریف دمشق انجام شد. منابع مخالفان حکومت سوریه آمار تلفات این حملات را بین ۱۳۰۰ تا ۱۷۲۹ نفر اعلام کردند. سازمان دیده‌بان حقوق بشر سوریه در کمترین برآورد، میزان تلفات را ۱۳۰۰ کشته تخمین زد و اعلام کرد که ۴۶ جنگجوی شورشی نیز در بین کشته‌شدگان این حملات بوده‌اند. این حملات در مناطق تحت کنترل مخالفان که ماه‌ها توسط نیروهای اسد و حزب‌الله لبنان محاصره شده بودند، رخ داد و مرگبارترین حملهٔ شیمیایی پس از حمله شیمیایی به حلبچه در مارس ۱۹۸۸ بودند.
تحقیقات سازمان ملل نشان داد که «مدارک شفاف و قانع کننده» از حملهٔ شیمیایی با استفاده از سارین به وسیلهٔ موشک‌های زمین به زمین وجود دارد. گزارش ۲۰۱۴ شورای حقوق بشر سازمان ملل تأیید کرد که «حجم زیادی از سارین به‌طور برنامه‌ریزی شده و به شیوهٔ حملهٔ کور در مناطق غیرنظامی استفاده شده است. حمله‌کننده به احتمال زیاد به مهمات شیمیایی دولت سوریه دسترسی داشته و از تجهیزات و مهارت کافی برای استفادهٔ دقیق از عامل شیمیایی برخوردار بوده است.» شنود گفتگوهای نماینده حزب‌الله با جمهوری اسلامی توسط دولت آلمان همچنین مشخص کرد که نیروهای حزب‌الله در پیامی به جمهوری اسلامی از استفادهٔ سلاح شیمیایی توسط اسد، ابراز نارضایتی کرده‌اند.
دولت سوریه در ابتدا وقوع حملات شیمیایی را انکار کرد، امّا بعد مخالفان را مسئول این حملات دانست. فعالان حقوق بشر در دمشق گفتند که در ابتدا به بازرسان اجازهٔ ورود به منطقه برای تحقیق داده نشد، ولی بعد از درخواست آن‌ها در ۲۴ اوت حکومت سوریه طی سی ساعت یعنی در ۲۵ اوت به آن‌ها اجازهٔ ورود به منطقه را دادند. در ۲۶ اوت، بازرسان به بعضی از مناطق دسترسی پیدا کردند، امّا بعد از گذشت یک ساعت و نیم نیروهای دولت سوریه آن‌ها را مجبور به بازگشت از محل کردند و بازرسان امکان دسترسی به شش منطقه اصلی را نیافتند.
منطقه غوطه تا قبل از سقوط اسد بیش از ۴۰ مرتبه مورد حملات شیمیایی قرار گرفت.

## پیش زمینه
این حملات تقریباً با سخنرانی یک سال پیش رئیس‌جمهوری وقت آمریکا باراک اوباما مصادف گشت، که در آن استفاده از تسلیحات شیمیایی در سوریه را به عنوان خط قرمزی برای آغاز مداخله نظامی آمریکا در درگیری‌های سوریه اعلام کرده بود. پس از این سخنرانی و قبل از حملات شیمیایی غوطه، شک و تردیدهای وجود داشت که تسلیحات شیمیایی دست‌کم در چهار مورد دیگر نیز در حملات مختلف در سطح سوریه مورد استفاده قرار گرفته است.
در تاریخ ۲۱ اوت ۲۰۱۳، نیروهای بشار اسد و حزب‌الله لبنان حمله‌ای را برای تصرف مناطق تحت کنترل مخالفان در اطراف دمشق آغاز کردند.

## حملات
این حملات در حدود ساعت ۰۳:۰۰ بامداد به وقت محلی در تاریخ ۲۱ اوت ۲۰۱۳، در مناطق مزروعی غوطه که تحت کنترل مخالفان و سنی‌نشین بوده و تنها در بخش شرقی دمشق رخ داده است. نیروهای ارتش با حمایت نیروهای حزب‌الله این مناطق را برای ماه‌ها تحت محاصره خود داشته‌اند. در این حملات شهرهای حموریه، اربن، سقبا، کفر بتنا، مودمیه، حرستا، زملکا و عین ترما مورد تهاجم قرار گرفتند. همچنین گزارش شد که منطقه جبر در حومه دمشق نیز که تحت کنترل مخالفان قرار داشته، مورد حمله قرار گرفته است. تعدادی از قربانیان در حین خواب جان خود را از دست داده بودند. کمیته‌های هماهنگی محلی سوریه برآورد کرد این حملات در مجموع ۱٬۳۳۸ قربانی دربرداشته که تنها در منطقه زملکا باعث کشته شدن ۱٬۰۰۰ نفر شده است، که در این میان ۶۰۰ جسد به مراکز درمانی سایر شهر منتقل گردیده و ۴۰۰ جسد دیگر نیز در مرکز درمانی زملکا باقی‌مانده است. همچنین گزارش شده که حداقل شش تن از اعضای کادر درمانی نیز در حین مداوای قربانیان جان خود را از دست داده‌اند.
اعتقاد بر این است که این حملات بسیار مرگبارتر از این بوده است، بدین دلیل که ساکنان محلی برای فرار از بمباران نیروهای دولتی به پناهگاه‌های زیرزمینی می‌گریخته‌اند، که عامل‌های شیمیایی که سنگین‌تر از هوا هستند در همین مناطق پست‌تر از سطح زمین رسوخ کرده و ته‌نشین می‌شده‌اند، علاوه بر آن چنین محل‌های از تهویه کمتری هم برخوردار بوده‌اند. سازمان پزشکان بدون مرز اظهار داشت در حدود ۳٬۶۰۰ بیمار با «علائم نوروتوکسیک»، در طول کمتر از سه ساعت پس از صبح که مقارن با حملات غوطه بوده، به سه بیمارستان تحت حمایت این سازمان در منطقه شرقی دمشق مراجعه کرده‌اند؛ که از این میان ۳۵۵ نفر جان خود را از دست داده‌اند. ارتش سوریه در تاریخ ۲۲ اوت یعنی یک روز پس از این حملات، اقدام به بمباران منطقه غوطه نمود.

### زمان‌بندی
بی‌بی‌سی نیوز زمان حملات را با توجه به تاریکی فضا و صدای پخش اذان در ویدئوهای منتشره، قبل از سپیده‌دم تفسیر می‌کند. پیراپزشکی به نام ابو سخر در مصاحبه خود با مرکز اسناد تجاوزات سوریه تخمین زده بود که اولین حملات با تسلیحات شیمیایی با استفاده از گلوله‌های خمپاره در حدود ساعت ۰۲:۰۰ صورت پذیرفته است. فرد دیگر به نام ماهر، در مصاحبه خود اظهار کرده بود منطقه عین ترما قبل از ساعت ۰۲:۳۰ با تسلیحات شیمیایی مورد حمله قرار گرفته است. لس‌آنجلس تایمز زمان حملات را در حدود ساعت "۰۳:۰۰" تخمین زد.

## مدارک

### اظهارات شاهدان عینی

#### علائم
اظهارات شاهدان از علائم حملات، به گاردین شامل مواردی از این قبیل می‌شد که «افرادی که در منازل خود خواب بودن در تخت‌های خود جان باخته بودند،» سر درد و استفراغ، «خروج کف از دهان و بینی قربانیان»، «انتشار بویی شبیه به بوی سرکه و تخم‌مرغ گندیده»، «تغییر رنگ بدن اجساد به آبی»، «بوی شبیه به گاز خوراک‌پزی» و قرمزی و خارش چشم. ریچارد اسپنسر اظهارات شاهدان برای دیلی تلگراف چنین خلاصه کرده بود، «مواد سمی… باعث مرگ صدها نفر شده است، اما علائم انقباض عضلانی، غش و گیجی در بازماندگان باقی‌مانده است.» علائم گزارش شده توسط ساکنان غوطه و پزشکان دیدبان حقوق بشر شامل مواردی چون «خفگی، اسپاسم عضلانی و جوش‌های دهانی که سازگار با علائم مسمومیت با عامل عصبی است» می‌شد.
در تاریخ ۲۲ اوت، مرکز اسناد تجاوزات سوریه شهادت‌های متعددی را منتشر ساخت که خلاصه‌ای از توصیفات پزشکان و پیراپزشکان از علائم قربانیان را شامل می‌شد، در این شهادت‌ها عمده علائم عبارتند بودن از: «استفراغ، ترشح بزاق کف‌آلود، تحریک شدید، تنگی مردمک‌ها، قرمزی چشم، تنگی نفس، تشنج‌های عصبی، نارسایی قلبی تنفسی، خون‌ریزی از دهان و بینی و در برخی موارد توهم و از دست دادن حافظه.».
رازن زیتونه وکیل مدافع حقوق بشر که در منطقه شرقی غوطه حضور داشته، اظهار کرده بود: «ساعتی (پس از حملات توپخانه‌ای) ما شروع به بازدید از مراکز پزشکی غوطه کردیم که مجروحان حملات به آن‌ها منتقل شده بودند، ما آنچه را که چشمان می‌دید باور نمی‌کردیم. من مانند چنین مرگ‌ومیری را تمام زندگی‌ام ندیده بودم. صدها تن بر کف زمین راهروها و کنار خیابان‌ها خوابانده شده بودند.»
پزشکان بدون مرز اعلام کرد در تاریخ ۲۱ اوت در سه بیمارستان منطقه که دارای «همکاری مستحکم و قابل اعتماد» با این سازمان هستند «در کمتر از سه ساعت پس از صبح در حدود ۳٬۶۰۰ بیمار علائم نوروتوکسیک را از خود نشان می‌دادند»، که از این میان ۳۵۵ نفر جان خود را از دست دادند. علائم ذکر شده توسط سازمان پزشکان بدون مرز شامل «تشنج، بزاق بیش از حد، تنگی مردمک‌ها» می‌شد. بارت جنسنس مدیر عملیاتی پزشکان بدون مرز اظهار داشت که این سازمان «نمی‌تواند به صورت علمی تأیید کند که حملات مذکور علت اصلی این علائم و عوارض بوده است. با این وجود، علائم گزارش شده از بیماران، الگوی اپیدمیولوژیک واقعه-با ویژگی‌ها چون هجوم گسترده بیماران در یک دوره کوتاه زمانی، منشأ بیماران (محلی که بیماران از آنجا آمده‌اند) و آلودگی کادر پزشکی و امدادگران محلی؛ قویاً نشان می‌دهد که منطقه و ساکنان، در معرض حجم انبوهی از یک نوع عامل اعصاب قرار گرفته است.»

## انگیزه
دولت آمریکا حملهٔ شیمیایی اسد به غوطه را «تلاشی ناامیدانه برای عقب راندن شورشیان از چند منطقهٔ حومهٔ پایتخت با تراکم جمعیت بالا» توصیف کرده است. در ادامهٔ گزارش آمده که حجم بالای تلفات غیرنظامی باعث شده نیروهای اسد وحشت کنند و تلاش کنند تا آن را مخفی نگه دارند. جفری گلدبرگ در پاسخ به این سؤال که چرا باید حکومت اسد بزرگ‌ترین حملهٔ شیمیایی‌اش به شورشیان و غیرنظامیان را درست در زمانی انجام دهد که گروه سازمان ملل در دمشق مستقر شده بود؟ نظری ارائه داده است: «پاسخ به این سؤال ساده است؛ زیرا اسد بر این باور است که هیچ‌کس-نه سازمان ملل، نه رئیس‌جمهور اوباما، نه دیگر قدرت‌های غربی، نه اتحادیه عرب- هیچ کار لعنتی ای برای بازداشتن او انجام نخواهند داد.»
ران بن ییشایی گزارشگر خبری اسرائیلی بیان کرد که انگیزه استفاده از سلاح شیمیایی می‌تواند «ناتوانی ارتش برای تسخیر سنگر شورشیان در محلات شرقی دمشق» باشد. او حدس زد که این در کنار برنامه‌ریزی ارتش آزاد سوریه برای گسترش دادن مناطق تحت کنترلشان برای پیشروی به سوی پایتخت به باور او، دولت را برای استفاده از سلاح‌های شیمیایی علیه غیرنظامیان در این محلات با هدف بازداشتن جنگجویان ارتش آزاد از پناه گرفتن در خانه‌های مسکونی و انجام عملیات از آنجا تحت فشار قرار داد.

## انتقاد از بی‌عملی اوباما
علی‌رغم وعده‌های اوباما که کاربرد سلاح‌های شیمیایی در سوریه را «خط قرمز» می‌نامید امّا پس از حملات شیمیایی در سوریه، آمریکا موضعی بسیار ضعیف اتخاذ کرد. این موضوع با انتقادات گسترده‌ای روبه‌رو شد.

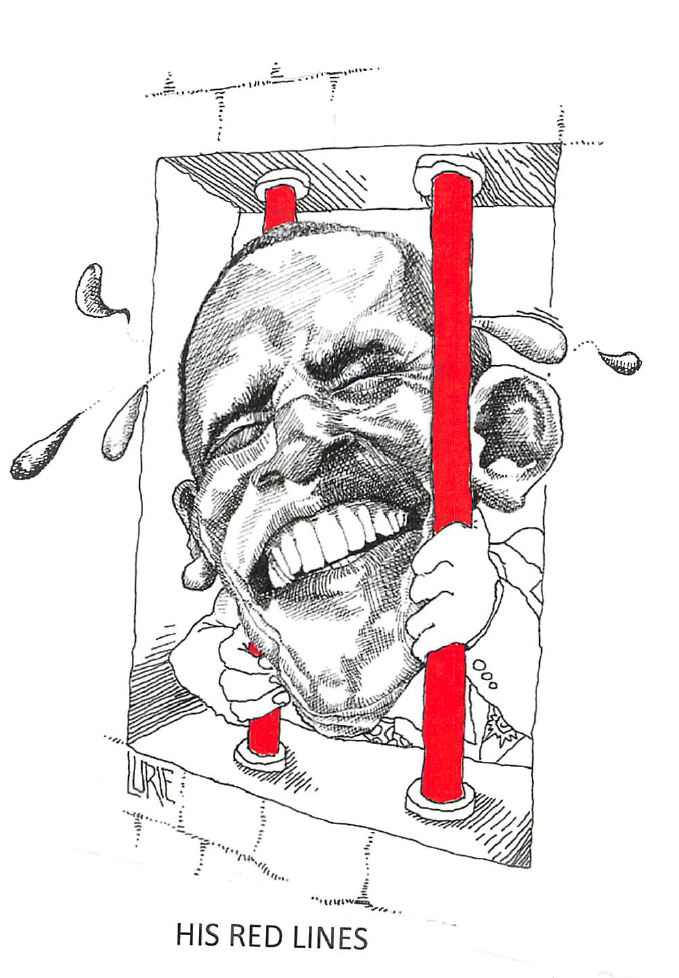
خط قرمز دروغین اوباما؛ کاریکاتوری از رانان لوری

چاک هیگل در گفت‌وگو با مجلّهٔ آمریکایی فارن پالیسی گفت: «اوباما سال ۲۰۱۳ با چشم‌پوشی از حمله به سوریه اعتبار خود را زیر سؤال برد. من تردیدی ندارم که این دوره، اعتبار رئیس‌جمهور را کاهش داد.»
به گفتهٔ هیگل، تصمیم عدم حمله به سوریه در حالی اتخاذ شد که دمشق «خط قرمز تعیین شده از سوی رئیس‌جمهور آمریکا دربارهٔ استفاده از سلاح شیمیایی علیه مردم سوریه را زیر پا گذاشته بود.»
به گفتهٔ هیگل این تصمیم سبب شد که اعتماد متحدان آمریکا متزلزل شود و رهبران خارجی همچنان از تصمیم باراک اوباما ناراضی باشند.
لئون پانه‌تا وزیر سابق آمریکا نیز با انتقاد از عقب‌نشینی اوباما از حمله به سوریه گفت: «وقتی رئیس‌جمهور آمریکا خط قرمز تعیین می‌کند، اعتبار کشور در عمل به حرفش است. وقتی رئیس‌جمهور به این نتیجه رسید که باید حمله کند، باید اقدامات محدودی علیه اسد انجام می‌داد تا جهان بداند که وقتی ما خطی را می‌کشیم، به حرفمان عمل می‌کنیم.»
جان مک‌کین سناتور جمهوری‌خواه نیز خط قرمز اوباما را نامرئی خواند و گفت: «خط قرمزی که اوباما برای استفاده از تسلیحات شیمیایی توسط رژیم اسد تعیین کرده، با جوهر نامرئی کشیده شده است. به عقیدهٔ بسیاری، رژیم سوریه از این خط قرمز عبور کرده است.»